# Арійон Ібрагімович
Аріжон Ібрагімович (нім. Arijon Ibrahimović, алб. Arijon Ibrahimi, нар. 11 грудня 2005, Нюрнберг) — німецький футболіст косоварського походження, півзахисник, нападник клубу «Баварія» та юнацької збірної Німеччини.

## Клубна кар'єра
Народився 11 грудня 2005 року в місті Нюрнберг. Арійон розпочав займатись футболом у академії клубу «Гройтер Фюрт», а в 2014 році перейшов до молодіжної команди «Нюрнберга». 2018 року у віці 12 років він перебрався в академію мюнхенської «Баварії». Там він був швидко прогресував, через що його підвищили до команди U17 у віці 14 років. У 15 років він пройшов перші тренування з першою командою під керівництвом тренера Юліана Нагельсманна. З сезону 2021/22 він був членом команди U19 і грав у Юніорській бундеслізі та Юнацькій лізі УЄФА. Через відсутність ряду гравців у першій команді через коронавірус, Ібрагімович ненадовго був у першій команді «Баварії» на початку 2022 року, а також провів кілька тренувань із професіоналами, але на поле не виходив. Потім він повернувся до команди U19. У вересні 2022 року англійська газета «Гардіан» включила його до списку 60 найкращих молодих талантів світового футболу 2005 року народження.
У січні 2023 року Ібрагімович продовжив свій контракт з мюнхенською «Баварією» до 2025 року і був переведений до першої команди. 11 лютого 2023 року у віці 17 років і 63 днів він дебютував у Бундеслізі, коли вийшов на заміну замість Лероя Сане на 77-й хвилині домашньої гри проти «Бохума» (3:0), ставши другим наймолодшим гравцем в історії клубу після Пауля Ваннер, що зіграв у Бундеслізі.
1 вересня 2023 року Ібрагімович перейшов на правах оренди на сезон до складу новачка італійської Серії А клубу «Фрозіноне». Він дебютував у складі команди рівно через місяць, замінивши Енцо Барренечеа на 86-й хвилині виїзного матчу проти «Роми» (0:2). Він забив перший гол за жовто-блакитний клуб 2 листопада в матчі Кубка Італії проти «Торіно», а через чотири дні він забив ще один гол, цього разу в чемпіонаті, вдома проти «Емполі», ставши, серед іншого, першим гравцем 2005 року народження в історії Серії А, який забив гол.
Влітку 2024 року він повернувся до «Баварії» і продовжив свій контракт з рідним клубом до 30 червня 2027 року. 10 грудня 2024 року Ібрагімович дебютував у Лізі чемпіонів під час гри шостого туру в матчі проти донецького «Шахтаря» (5:1), замінивши Томаса Мюллера на 88 хвилині.

## Виступи за збірні
2020 року дебютував у складі юнацької збірної Німеччини (U-16), загалом зігравши за неї того року у 2 матчах. У серпні 2021 року дебютував у збірній Німеччини до 17 років у товариському матчі проти Польщі. У відборі на юнацький чемпіонат Європи 2022 року він зіграв у всіх шести відбіркових іграх і забив три голи і допоміг команді кваліфікуватись у фінальну стадію, що відбулася в Ізраїлі в травні та червні 2022 року. Там він забив один гол у трьох матчах, але його команда вилетіла в чвертьфіналі проти майбутніх чемпіонів Європи Франції (1:1, 3:4 пен.). Загалом Ібрагімович забив дев'ять голів у 13 матчах за збірну U17.
З вересня 2022 року став виступати за збірну Німеччини до 18 років, де забив два голи у восьми матчах, а 6 вересня 2023 року дебютував у складі збірної до 19 років у товариській грі проти Англії (1:0). З 2024 року став грати за збірну до 20 років.

## Статистика виступів

### Статистика клубних виступів
Станом на 10 травня 2024
| Сезон                      | Команда                    | Чемпіонат                  | Чемпіонат | Чемпіонат | Національний кубок | Національний кубок | Національний кубок | Континентальні кубки | Континентальні кубки | Континентальні кубки | Інші змагання | Інші змагання | Інші змагання | Усього | Усього | Усього |
| Сезон                      | Команда                    | Ліга                       | Ігор      | Голів     | Ліга               | Ігор               | Голів              | Ліга                 | Ігор                 | Голів                | Ліга          | Ігор          | Голів         | Ігор   | Голів  |        |
| -------------------------- | -------------------------- | -------------------------- | --------- | --------- | ------------------ | ------------------ | ------------------ | -------------------- | -------------------- | -------------------- | ------------- | ------------- | ------------- | ------ | ------ | ------ |
| 2022–23                    | «Баварія II»               | РЛ                         | 9         | 3         | -                  | -                  | -                  | -                    | -                    | -                    | -             | -             | -             | 9      | 3      |        |
| 2022–23                    | «Баварія»                  | БЛ                         | 1         | 0         | КН                 | 0                  | 0                  | ЛЧ                   | 0                    | 0                    | СН            | 0             | 0             | 1      | 0      |        |
| лип.-вер. 2023             | «Баварія II»               | РЛ                         | 2         | 1         | -                  | -                  | -                  | -                    | -                    | -                    | -             | -             | -             | 2      | 1      |        |
| Усього за Bayern Monaco II | Усього за Bayern Monaco II | Усього за Bayern Monaco II | 11        | 4         |                    | -                  | -                  |                      | -                    | -                    |               | -             | -             | 11     | 4      |        |
| 2023–24                    | «Фрозіноне»                | A                          | 16        | 1         | КІ                 | 2                  | 1                  | -                    | -                    | -                    | -             | -             | -             | 18     | 2      |        |
| Усього за кар'єру          | Усього за кар'єру          | Усього за кар'єру          | 28        | 5         |                    | 2                  | 1                  |                      | -                    | -                    |               | -             | -             | 30     | 6      |        |

## Титули і досягнення
- Чемпіон Німеччини (1):

«Баварія»: 2022/23

## Особисте життя
Батьки Ібрагімовича — косовські албанці з Призрена. Його старший брат Леунард також є футболістом і грає у нижчих німецьких лігах.
Арійон Ібрагімович будучи півзахисником, який вправний як у захисті, так і в атаці, отримав порівняння із іншим гравцем «Баварії» Леоном Горецкою. Незважаючи на те саме прізвище, Ібрагімович не має ніякого відношення до колишнього шведського нападника Златана Ібрагімовича.